# Крефелд
Крефелд (на немски: Krefeld) е град във федерална провинция Северен Рейн-Вестфалия, Германия. Намира се в западната част на страната, на югозапад от градската агломерация Рур, само на няколко километра на запад от река Рейн.
Крефелд е с население от 235 076 жители към 31 декември 2010 г. и площ от 137,75 км². Гъстотата на населението е 1707 д/км².
Разположен е на 39 метра надморска височина. Наричан е още града на кадифето и коприната. Произходът на града е от римски времена, когато легионите основават военния лагер на Гелдуба. Крефелд е споменат за пръв през 1105 г. под името Кринвелде.
Ръстът на града започва през 17 век, когато Крефелд е един от малкото градове, пощадени от ужасите на Тридесетгодишната война. Тъй като градът е пренаселен бързо, през 1683 г. група от тринадесет семейства (Менонити) оставят Крефелд, прекосяват Атлантическия океан и основават Джърмънтаун (сега във Филаделфия), като по този начин е поставено началото на пенсилванската немски етническа идентичност.
След смъртта на Уилям III Орански през 1702 г., Крефелд е приет от Кралство Прусия. Битката при Крефелд се развива наблизо през 1758 г. по време на седемте години война. Крефелд е включен в рамките на пруската провинция на Юлих-Клийвс-Берг през 1815 г. През 1918 г. той се превръща в база на белгийската армия по време на окупацията на Рейнланд. През 1929 г. Крефелд и близкия град Юрдинген се сливат в Крефелд-Юрдинген, а през 1940 г. името е съкратено на просто Крефелд, а градът става част от новия щат Северен Рейн-Вестфалия, след Втората световна война.

## Известни личности
Родени в Крефелд
- Артур Кьониг (1856 – 1901), физиолог

## Побратимени градове
- Лестър (Англия)
- Дюнкерк (Франция)
- Лайден (Холандия)
- Шарлът (Северна Каролина, САЩ)
- Уляновск (Русия)